# Lago Priyadarshini
Il lago Priyadarshini è un lago d'acqua dolce nell'oasi Schirmacher in Antartide. Fornisce acqua alla base Maitri, la seconda stazione permanente dell'India in Antartide. Il lago Priyadarshini prende il nome dall'allora primo ministro indiano Indira Priyadarshini Gandhi.
Il termine priyadarshini (sanscrito:प्रियदर्शिनी, priyadarshinī) è la forma femminile di priyadarshina (sanscrito: प्रियदर्शिन) che significa "guardare ogni cosa con gentilezza".